# Niobé
Niobé (též Nioba, latinsky Niobe) je v řecké mytologii dcera sipylského krále Tantala.
Provdala se za thébského krále Amfíóna, se kterým byla šťastná. Měli spolu sedm statečných synů a sedm krásných dcer. Niobé je všechny milovala, ale po čase nad svou velkou rodinou zpychla. A to tak, že dávala hlasitě najevo své štěstí a hrdost na své potomky a došlo to až tak daleko, že urážela samotnou bohyni Létó, matku boha slunce Apollóna a bohyně Artemis, ochránkyně přírody a zvěře. Vyvyšovala se nad bohyni, která má přece „jenom“ dvě děti, kdežto ona mnohokrát více. Zakazovala dokonce i thébským ženám, aby bohyni uctívaly.
Když se to dozvěděla Létó, rozhněvala se a stěžovala si svým dětem. Ty to rozhořčilo a rozhodly se pyšné Niobě pomstít.
A stalo se to hned. Apollón slétl na thébské hradby, pod nimiž se cvičili mladí muži ve zbrani a vystřelil šíp na nejstaršího syna Isména, který uháněl na koni, druhý byl Sipylos, kterého šíp srazil i s koněm, další byli Faidimos a Tantalos, poté Alfénór, po něm Damasichthón. Poslední ze synů Ílioneus vztáhl ruce s prosbou o pomoc, ale šíp už letěl a přinesl mu smrt. Jiní ale uvádějí, že jeden ze synů – Amyklás – byl ušetřen, podobně jako jeho sestra Chlóris.
Když se o té hrůze dozvěděl jejich otec Amfíón, vrazil si do hrudi meč. Ne tak Niobé – ve svém zoufalství vztáhla ruce k bohyni, ale neprosila. Znovu opakovala, že je stále šťastnější, protože má pořád ještě víc dětí než kdy měla Létó.
V ten okamžik padla šípem sražená nejstarší dcera a po ní druhá a další. Nakonec zbyla jen nejmladší Chlóris. Teprve tehdy byla Niobina pýcha zlomena a ona prosila, ať je jí ponechána alespoň ta jediná, poslední dcera. Nestalo se tak. Na vše už bylo pozdě – Niobé se proměnila v kámen, v sochu, jejíž oči nepřetržitě roní slzy. Tak byla přenesena do své rodné země, na horu Sipylos, kde stojí dodnes.
V jiné verzi král Amfíón a jeho bratr Zéthos zaútočili na svatyni boha Apollóna, ale tento marný zoufalý pokus skončil jejich smrtí – zůstali ležet oba se šípem v hrudi.

## Odraz v umění
Tento příběh o Niobé lákal mnoho umělců k výtvarnému zpracování.
- sousoší Nioby vytvořili kromě jiných také Skopás a Práxitelés
- socha Prchající Niobiny dcery je v pařížském Louvru
- obraz Smrt dětí Niobiných od Jacopa Negrettiho (z doby kolem r. 1590) je na Pražském hradě
- mýtus o Niobé vešel do povědomí ze zpracováním v Ovidiových Proměnách
- operu Matka Niobé zkomponoval slovenský skladatel Vojtech Didi.[5]

Po Niobé byl pojmenován prvek blízký tantalu, niob (lat. niobium).